# Margareta von Schwangau
Margareta von Schwangau (* um 1392 vermutlich auf Burg Hinterhohenschwangau; † um 1459/60) war die Ehefrau von Oswald von Wolkenstein.

## Leben

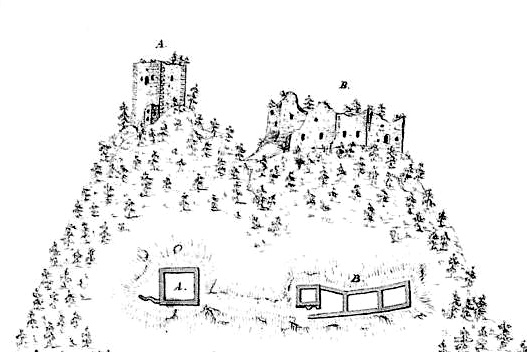
Ruinen und Grundrisse der Burgen „Hinterhohenschwangau“ (links) und „Vorderhohenschwangau“ (rechts), an deren Stelle heute das Schloss Neuschwanstein steht.

Margareta stammte aus der Ministerialenfamilie von Schwangau. Ihre Eltern waren Ulrich II. von Schwangau und Adelheid Schwelcher. Ihre Schwester Madlen Weinaker war mit Parzival von Weineck auf Burg Fragenstein verheiratet. Ein Bruder war Hans von Schwangau. Ihn bat Margareta in einem Brief vom 23. Mai 1451 um Rat in einem Streit ihrer Schwiegertochter Agnes. Zwei weitere Brüder, Heinrich und Thomas von Schwangau sind in einem Fehde-Brief des Frühjahrs 1429 genannt, in dem Oswald seinem Vetter Hans von Villanders wegen einer offenen Forderung die Fehde erklärt.
Der Dichterkomponist und Politiker Oswald von Wolkenstein hielt im Jahr 1416 oder 1417 um Margaretas Hand an. Dieser Heiratsantrag ist Hintergrund des Liedes Ain guet geboren edel man. Ein weiteres Lied Ain Mensch von achzehen jaren klug mit dem Titel Regina Margarita bezieht sich wohl auch auf Margareta selbst.
Vermutlich im Sommer 1417 (jedenfalls nach Ostern) wurde die Hochzeit zwischen Oswald und Margareta, wahrscheinlich in Hohenschwangau, Waltenhofen oder Schwangau gefeiert. Margareta wurden als Heimsteuer 500 rheinische Gulden zugesprochen, was etwa 50.000 Euro entspricht; die Auszahlung durch ihre Brüder erfolgte aber erst viele Jahre später, nachdem Oswald zunächst 1419 von seinem Schwager Parzival von Weineck ein Bauerngut in Bozen als Pfand erhalten hatte, sich 1426 von Margareta ihren Erbanspruch übertragen ließ und schließlich bei seinem Dienstherrn, König Sigismund I., als Druckmittel eine Mitbelehnungsurkunde für das Reichslehen Schwangau erwirkte.
Margareta war wahrscheinlich hübsch, konnte lesen, schreiben und gut singen. Oswald hatte mehrfach diese Eigenschaften an seiner Frau gerühmt, die er nur Gret genannt hatte. Margareta inspirierte Oswald zu Liebesliedern, die zu den schönsten des deutschen Mittelalters gehören. In einigen dieser Lieder verwendet der Tiroler schwäbische Ausdrücke seiner Frau.
Im Jahr 1420 oder 1421 zog das Paar auf Burg Hauenstein am Schlern. Die Burg gehörte nicht Oswald allein, sondern zu zwei Dritteln der Anna von Hauenstein und ihrem Mann, dem Ritter Martin Jäger, die auf der Fahlburg lebten. Oswald hatte seinen Drittel-Anteil in der Erbteilung von 1407 erhalten, aber die Burg sofort in seinen Besitz genommen und auch die Abgaben der zinspflichtigen Höfe für sich allein eingezogen, was zu einer erbitterten Fehde mit Jäger führte, in deren Verlauf Oswald entführt und gefoltert wurde. Erst 1427 erwarb er in einem Vergleich den Alleinbesitz.
Die Familie wohnte meist auf Hauenstein, allerdings besaß Oswald auch in Brixen eine Stadtwohnung und mehrere vermietete Häuser. Im Jahr 1419 hatte Oswald der Klosterkirche St. Margarethen des Klosters Neustift eine größere Stiftung gemacht, für die er dann in einem Pfrundhaus des Klosters das Wohn- und Verpflegungsrecht erhielt. Von dieser Altersvorsorge machte er aber nur selten Gebrauch. Das „Wolkenstein-Haus“ existiert noch heute. Anlass der Stiftung für das Kloster Neustift war vermutlich eine schwere Schwangerschaft oder Krankheit von Margareta. Ob diese das Pfrundhaus später als Witwensitz benutzte oder auf Hauenstein wohnen blieb, ist nicht bekannt.

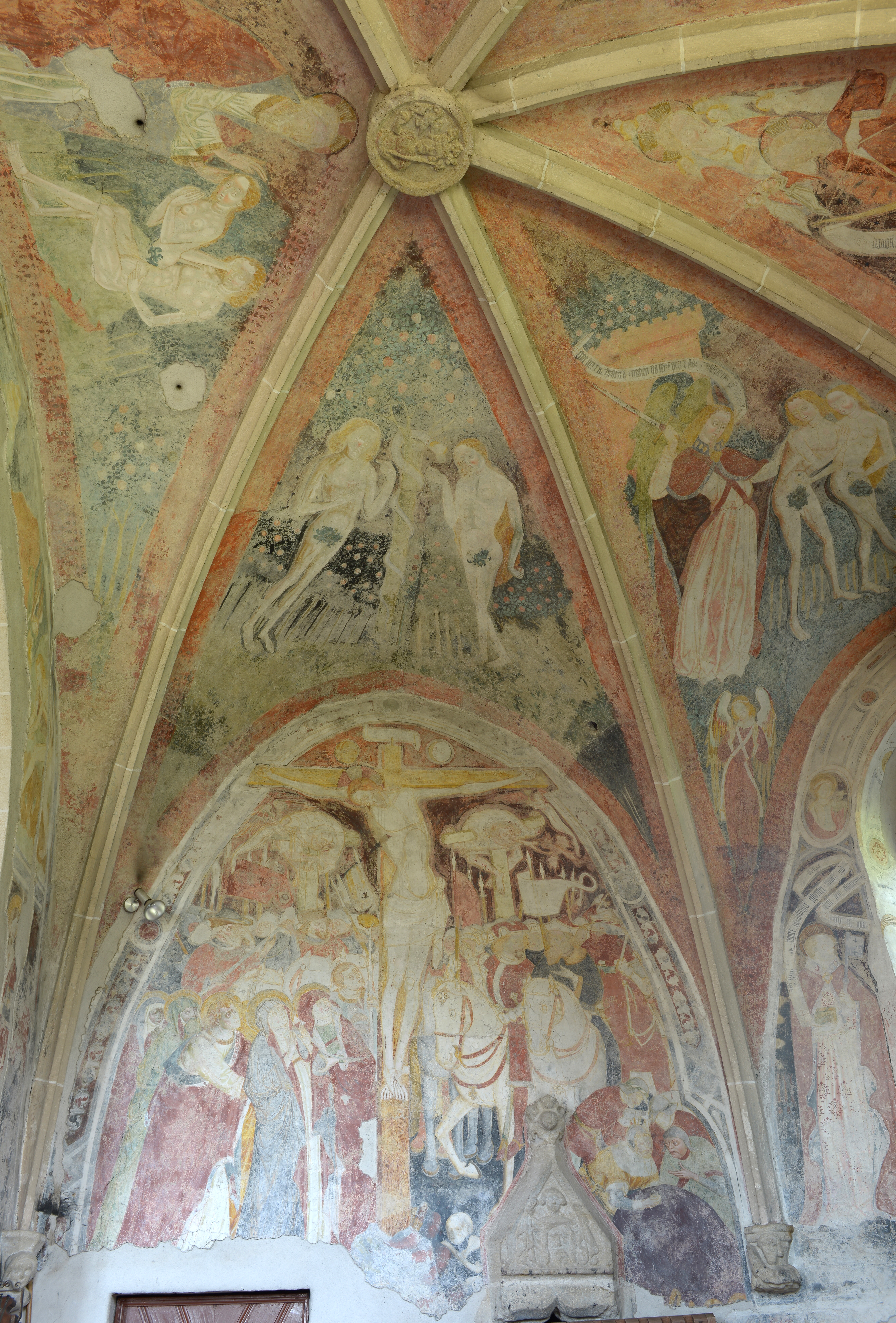
Fresken in St. Oswald bei Kastelruth

Auf einem Fresko in der Oswald-Kapelle bei Kastelruth ist unten rechts eine ernste und gütige Frau abgebildet, von der vermutet wird, dass es Margaretas Porträt ist.
Margareta von Schwangau und Oswald von Wolkenstein hatten zusammen sieben Kinder. Ihre Namen sind Michael (Domherr in Brixen), Leo, Gotthart (gest. vor Februar 1441), Friedrich (gest. 1456), Oswald II. (gest. 1498), Maria und Ursula. Maria wurde Nonne im Klarissenkloster Brixen, wo sie, gemeinsam mit einigen anderen Nonnen, im Streit mit dem Brixner Bischof Nikolaus von Kues Klosterreformen zu verhindern suchte; später wechselte sie in das Klarissenkloster Meran, wo sie 1478 als Äbtissin starb. Die Nachfahren von Margarete und Oswald erwarben 1491 das Schloss Rodenegg bei Brixen, welches bis heute ihren direkten Nachkommen, den Grafen von Wolkenstein-Rodenegg, gehört.
Beim Tod ihres Ehemannes am 2. August 1445 in Meran war Margareta anwesend. Noch am selben Tag händigte sie den dort versammelten Vertretern der Landschaft die beiden Schlüssel zu den Truhen mit dem Vormundschaftsvertrag für den jungen Herzog Sigmund und dem Inventar des herzoglichen Schatzes aus, die Oswald anvertraut waren. Der letzte Brief Margaretas stammt vom 23. Mai 1451. Der genaue Zeitpunkt ihres Todes ist unbekannt. Hans Pörnbacher zufolge könnte die Übersiedlung ihrer Tochter Maria nach Meran um 1459/60 ein Hinweis darauf sein, dass Margareta kurz zuvor verstorben war. Margareta wurde in der Neustifter Basilika an Oswalds Seite beigesetzt. Ihr gemeinsamer Grabstein ist nicht erhalten, sein Aussehen ist jedoch durch eine Zeichnung von Marx Sittich von Wolkenstein (um 1600) überliefert.

## Dokumentarfilme
- Elisabeth Wintergerst: Margareta von Schwangau. Eigenverlag, Füssen/Lech 2014, Film (Spielzeit 69 min.)